# مفصل شانه
مفصل شانه یا مفصل کاسه‌ای‌بازویی (گلنوهومرال) (به انگلیسی: Shoulder joint) جزیی از کمربند شانه‌ای است. بیشرین میزان حرکت در کمربند شانه‌ای مربوط به مفصل شانه بوده و سه مفصل دیگر از تحرک کمتری برخوردارند. این مفصل به شکل گوی و کاسه ای بوده و نوعی از مفصل‌های زُلاله‌ای (سینوویال) است که در آن سر گرد استخوان بازو (هومروس) در داخل گودی کاسه‌ای کتف قرار می‌گیرد. برخلاف مفصل ران که مفصل پایداری بوده و توسط حفره عمیقی به نام حفره حقه‌ای (اَسِتابولار) حمایت می‌شود، مفصل شانه یک مفصل متحرک با گودی کم‌عمق کاسه‌ای (گلنوئید) است. تحرک زیاد مفصل شانه یک عامل مهم بی‌ثباتی آن محسوب می‌شود و بنابراین مستعد آسیب بسیاری است (به ویژه دررفتگی).

## توصیف
سطوح مفصلی مفصل شانه شامل سر استخوان بازو و گودی کاسه‌ای کتف است، و سطوح مفصلی مذکور هیچ گونه تطابقی با هم ندارند، سر استخوان بازو بسیار بزرگتر از گودی کاسه‌ای است، برای افزایش سطح مفصلی و عمق گودی کاسه‌ای یک لبه غضروفی به حاشیه گودی کاسه‌ای اتصال دارد. کپسول مفصلی شل بوده و به خطوط اپیفیزیال گودی کاسه‌ای و به سر استخوان بازو اتصال می‌شود و طرف داخل تا گردن و دیافیز استخوان ادامه می‌یابد.
رباط‌های کاسه‌ای‌بازویی (گلنوهومرال) و رباط غرابی‌بازویی (کوراکوهومرال) کپسول مفصلی را تقویت می‌کند، غشاء زلاله‌ای  سطوح داخلی کپسول را می‌پوشاند.
بورس‌های زیراخرمی (ساب‌اکرومیال)، زیرغُرابی (ساب‌کروکوئید) مفصل را دربر می‌گیرد. وتر سر دراز ماهیچه دوسر بازویی از درون مفصل می‌گذرد. بورس زیرکتفی (ساب‌اسکاپولار) با کپسول مفصلی ارتباط دارد.
سرخرگ پیشین چرخشی بازو (سیرکومفلکس هومرال قدامی)، سرخرگ پسین چرخشی بازو (سیرکومفلکس هومرال خلفی) و سرخرگ زیرکتفی این مفصل را خون‌رسانی می‌کنند. عصب‌های بالاکتفی (سوپرااسکاپولار)، زیربغلی (اگزیلاری) و سینه‌ای (پکتورال) بیرونی نیز به آن عصب می‌دهند.

## ثبات مفصل
اگرچه مفصل شانه یک مفصل ناپایدار است، ولی عوامل زیر در ثبات مفصل نقش دارند:
- کلاهک گرداننده (روتاتور کاف)
- رباط‌های کاسه‌ای‌بازویی
- ماهیچه دوسر بازویی (سر دراز عضله)
- بخش پشتی کپسول مفصل شانه
- لبه گودی کاسه‌ای (لبروم گلنوئید) که باعث افزایش عمق گودی کاسه‌ای می‌گردد.

## نگارخانه

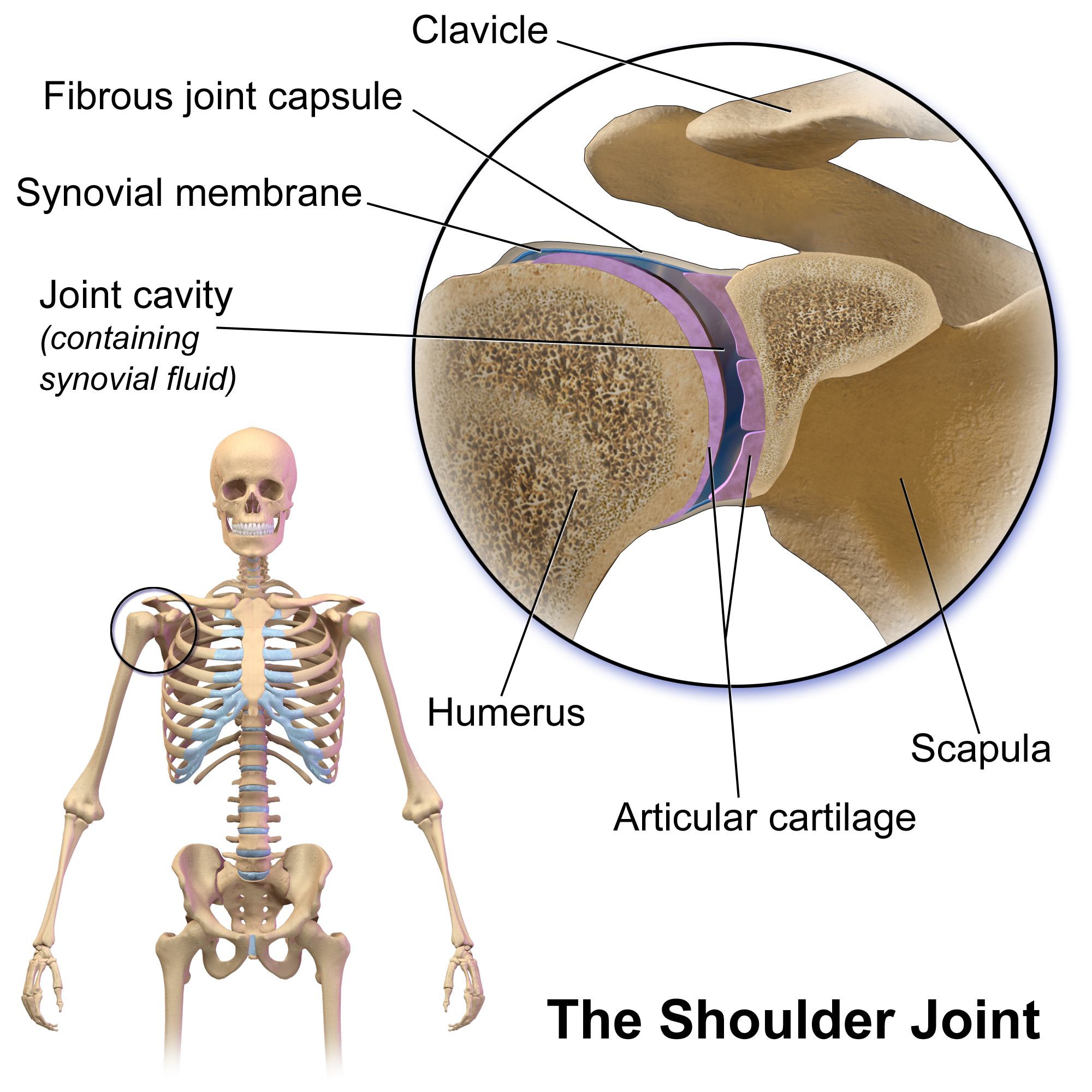
Cross-section of shoulder joint cavity
Diagram of the human shoulder joint, anterior view
Diagram of the human shoulder joint, posterior view
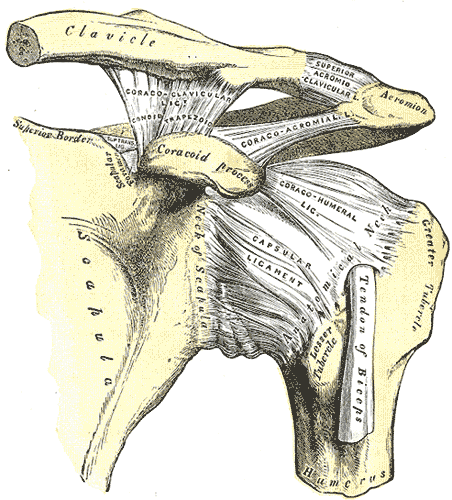
The left shoulder and acromioclavicular joints, and the proper ligaments of the scapula.
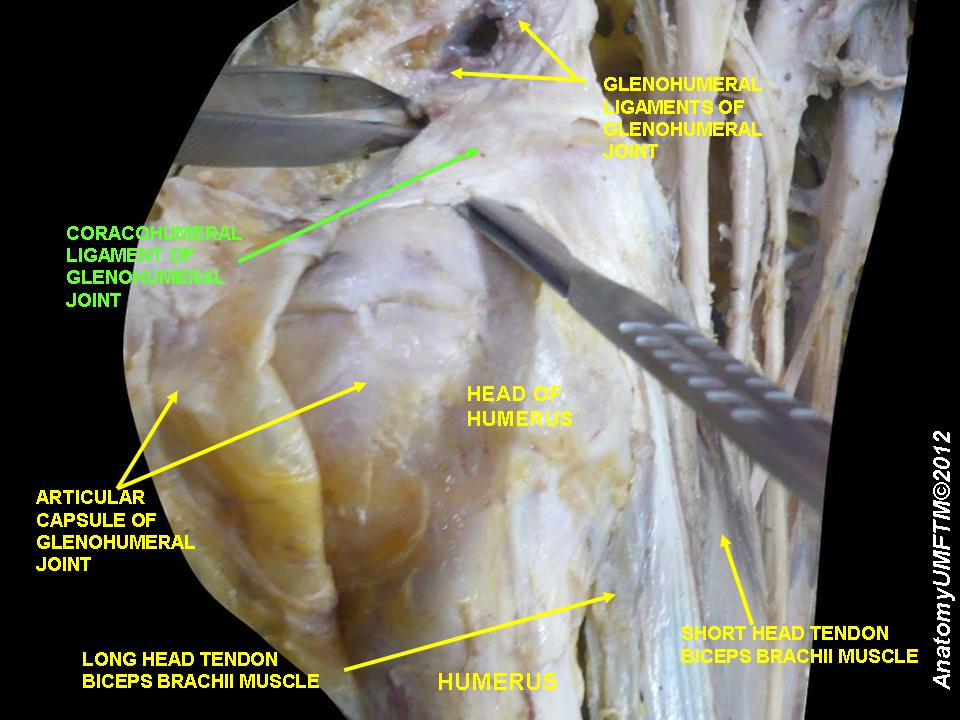
Dissection image of coracohumeral ligament of glenohumeral joint in green.
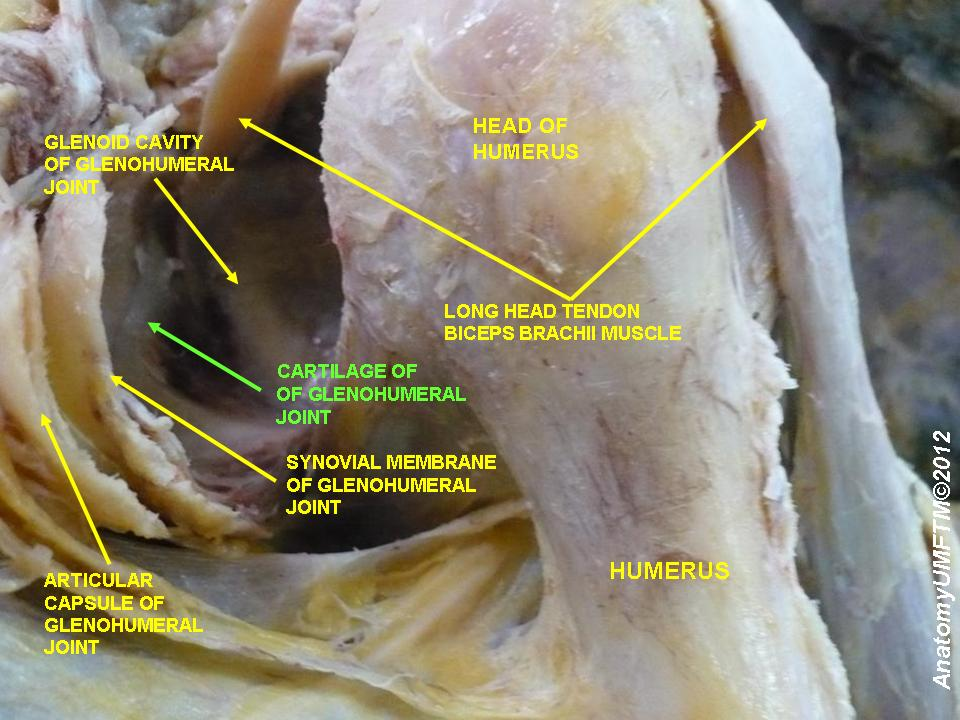
Dissection image of cartilage of glenohumeral joint in green.